# 존 호프먼 (미네소타 정치인)
존 A. 호프먼(영어: John A. Hoffman, 1965년 1월 17일 ~ )은 미국의 정치인이자 미네소타주 상원 의원이다. 미네소타 민주농민노동당 (DFL) 소속으로, 트윈 시티스 광역권의 애너카군과 헤너핀군 일부를 포함하는 제34선거구를 대표한다.
호프먼과 그의 아내는 동료 미네소타 주 의원 멜리사 호트먼과 그녀의 남편과 함께 2025년 연쇄 총격 사건의 표적이 되었다. 호프먼과 그의 아내는 입원했으며, 호트먼과 그녀의 남편은 사망했다.

## 어린 시절과 경력
호프먼은 1965년 1월 17일 캐스퍼 (와이오밍주)에서 태어났다. 미네소타 주 의회에 선출되기 전, 그는 2005년부터 애너카-헤너핀 학군 교육위원회 위원으로 재직했다.
그 전에는 연방 기관 간 조정 위원회 위원으로 활동하며 장관들이 0세부터 8세까지의 아동, 특히 특별 의료 지원이 필요한 아동에 대한 대응에 대해 지원하고 조언했다.

## 미네소타주 상원
호프먼은 2012년에 제36선거구를 대표하는 미네소타주 상원 의원에 처음으로 선출되어 벤저민 크루스 현직 의원을 물리쳤다. 그는 2016년, 2020년, 2022년에 재선되었다. 2022년 선거 전 선거구 재조정으로 인해 호프먼은 제34선거구를 대표하도록 선출되었다. 호프먼은 2017년부터 2020년까지 소수당 원내총무를 역임했다. 그는 현재 인적 서비스 위원회 의장을 맡고 있다.

## 암살 시도
2025년 6월 14일, 한 남자가 호프먼과 그의 아내 이벳을 그들의 집에서 총으로 쏘았다. 그들은 모두 입원했다. 같은 남자가 미네소타주 하원의원 멜리사 호트먼과 그녀의 남편을 그들의 집에서 총으로 쏘아 죽였다.
2025년 6월 15일, 이벳의 상태가 "불분명하다"고 보도되었다.
2025년 6월 15일, 용의자로 지목된 57세의 밴스 루터 볼터가 체포되었다. 6월 16일, 미네소타주 지방 검사 조지프 H. 톰프슨이 이끄는 기자 회견에서 볼터의 체포와 기소 사실이 발표되었다.